# Sultanat de Sintang
Le sultanat de Sintang est un État princier d'Indonésie dans l'actuelle province de Kalimantan occidental, dans l'île de Bornéo. Ses princes ont d'abord porté le titre de Panembahan ("celui à qui on rend hommage"), puis de "sultan". Le sultan actuel est Muhammad Ikhsan Kesuma Negara V.
Aujourd'hui, Sintang est un kabupaten (département) de la province.

L'actuel kabupaten de Sintang dans la province de Kalimantan occidental

## Histoire
On pense que l'origine de l'ancien royaume de Sintang se situe dans le village de Tabelian Nanga Sepauk, à environ 50 km de l'actuelle ville de Sintang. On a en effet trouvé dans ce village un linga et un yoni. Une statue de bronze représentant Shiva a été trouvée dans le village voisin de Temian Empakank.
En 1818, les deux plus importants États princiers de la partie de Bornéo incluse dans la zone d'influence des Pays-Bas au titre du traité de Londres de 1824, le sultanat de Pontianak et le sultanat de Sambas, reconnaissent la souveraineté néerlandaise. En 1823, le gouvernement colonial de Batavia signe un contrat avec le sultan par lequel celui-ci reconnaît aux Néerlandais le droit d'y entretenir une garnison.
Les activités du Britannique James Brooke dans le nord de Bornéo incite les Néerlandais à renforcer leur présence le long du fleuve Kapuas. En 1855, Sintang se reconnaît à son tour vassal des Néerlandais.

## Souverains de Sintang
- Abang Samat Semah
- Abang Ismail Zubair Mail Jubairi Irawan II
- Abang Suruh, fils du précédent
- Abang Tembilang Ari
- vers 1600 - 1643 : Abang Pencin Pontin
- 1643 - 1672 : Pangeran Tunggal
- 1672 - 1738 : Muhammad Shamsuddin Said ul-Khairiwaddin Sultan Nata, sultan de Sintang
- 1738 - 1786 : Abdul Rahman Muhammad Jalaluddin, fils du précédent
- 1786 - 1796 : Abdul Rashid Muhammad Jamaluddin, fils du précédent
- 1796 - 1851 : Muhammad Qamaruddin, fils du précédent
- 1851 - 1855 : Muhammad Jamaluddin II, fils du précédent
- 1855 - 1889 : Abdul Said, fils du précédent, Panembahan Kusuma Negara I, prince de Sintang
- 1889 - 1905 : Ismail, fils du précédent, Panembahan Kusuma Negara II
- 1905 - 1913 : Abdul Majid, fils du précédent, Panembahan Kusuma Negara III
- 1913 - 1934 : Ade Muhammad Jun Abdul Kadir Pangeran Adipati Temenggong Setia Agama, régent
- 1934 - 1944 : Muhammad Jamaluddin, fils d'Abdul Majid, Panembahan Kusuma Negara IV
- 1944 - 1947 : Muhammad Shamsuddin, Panembahan Kusuma Negara V
- Depuis 2005 : Muhammad Ikhsan Kesuma Negara VI